# Marcha de los voluntarios
La Marcha de los voluntarios (en chino simplificado, 义勇军进行曲; pinyin, Yìyǒngjūn Jìnxíngqǔ) es el himno nacional de la República Popular China, escrito por el compositor y poeta Tian Han y con su música compuesta por Nie Er. El tipo de ritmo de esta composición es una marcha. Fue tocada por primera vez en el año de 1934 en Shanghái proclamándose tanto su letra como su música como himno nacional. En el año 2004 la Marcha de los Voluntarios fue añadida a la Constitución de la República Popular China en su artículo 136.

## Orígenes como himno nacional
La marcha de los voluntarios fue escrita por Tian Han durante 1934 en la República de China. Las historias populares sugieren que fue escrita en papel de tabaco antes de ser arrestado en Shanghái y ser encarcelado por el Kuomintang en el año de 1935. La canción, con alteraciones menores, resurgió como tema patriótico en el año de 1935 en la película Hijos e hijas en tiempo de tormenta, una historia sobre un intelectual que vive los horrores de la guerra sino-japonesa. Fue una de las canciones que fueron promovidas secretamente por la población durante la resistencia antijaponesa. El relanzamiento de la canción se dio en el álbum Hong Kong de la casa EMI en el mismo año de 1935.
Fue usada como himno nacional por primera vez en la conferencia Internacional de Praga, antigua Checoslovaquia en febrero de 1949. Al mismo tiempo que en Pekín se tomaba el control por parte de las fuerzas de la China Comunista durante la guerra civil china.
En junio el comité formado por el Partido Comunista de China decidió hacerlo el himno nacional oficial de manera pronta, una vez que se tuvo el control. A finales de agosto el comité había recibido cerca de 6926 muestras de "la marcha de los voluntarios", las cuales eran sugeridas por el pintor Xu Beihong y sustentada animosamente por los miembros del consejo. Finalmente fue respaldada por Mao Zedong el 27 de septiembre de 1949.

## Revolución Cultural e historia reciente
La Marcha de los Voluntarios fue restaurada por el Congreso Nacional Popular en 1978, pero con letras diferentes; además estas letras no fueron bien acogidas del todo ya que causaban mucha confusión entre los ciudadanos. Durante la Copa Mundial de Voleibol de 1981 en China ambas letras fueron cantadas simultáneamente por los fanes. El 4 de diciembre de 1982, El Congreso Nacional Popular resolvió y retornó a la versión original de 1935 como Himno Oficial. Significativamente esas letras no mencionaban nada sobre el Partido Comunista de China ni tampoco sobre Mao Zedong.
El Congreso Nacional Popular promulgó como oficial la canción en el año 2004 atendiendo a la Constitución de la República Popular China. El himno es mencionado antes que la bandera.

## Letras

### Letras oficiales y originales
| Simplificado con Pinyin | Simplificado con Pinyin | Traducción al español | Traducción al español |
| 起来！ 不愿做奴隶的人们！ 把我们的血肉， 筑成我们新的长城！ 中华民族到了最危险的时候， 每个人被迫着发出最后的吼声。 起来！ 起来！ 起来！                                                    | 起来！ 不愿做奴隶的人们！ 把我们的血肉， 筑成我们新的长城！ 中华民族到了最危险的时候， 每个人被迫着发出最后的吼声。 起来！ 起来！ 起来！                                                                     | Levantaos, aquellos que rehúsan ser esclavos! ¡Con nuestra carne y sangre alcemos una nueva Gran Muralla! La Nación china ha llegado a su más crítico momento. ¡Que cada uno lance su último clamor! ¡Levantaos! ¡Levantaos! ¡Levantaos! | Levantaos, aquellos que rehúsan ser esclavos! ¡Con nuestra carne y sangre alcemos una nueva Gran Muralla! La Nación china ha llegado a su más crítico momento. ¡Que cada uno lance su último clamor! ¡Levantaos! ¡Levantaos! ¡Levantaos! |
| 我们万众一心， 冒着敌人的炮火， 前进！ 冒着敌人的炮火， 前进！ 前进！ 前进！ 进！ | 我们万众一心， 冒着敌人的炮火， 前进！ 冒着敌人的炮火， 前进！ 前进！ 前进！ 进！ | Millones de personas, pero un solo corazón. ¡Enfrentemos el fuego enemigo! ¡Marchemos! ¡Marchemos! ¡Marchemos! ¡Adelante! | Millones de personas, pero un solo corazón. ¡Enfrentemos el fuego enemigo! ¡Marchemos! ¡Marchemos! ¡Marchemos! ¡Adelante! |
| Tradicional | Escritas en Xiao'erjing | Transcripción AFI | Idioma dungano |
| 起來！不願做奴隸的人們！ 把我們的血肉，築成我們新的長城！ 中華民族到了最危險的時候， 每個人被迫著發出最後的吼聲。 起來！起來！起來！ 我們萬眾一心， 冒著敵人的炮火，前進！ 前進！前進！進！ | !ٿِ لَىْ! بُ يُوًا ظْ نُ لِ دْ ژٍ مٌ !بَا وَع مٌ دْ سُؤ ژِوْ، جُ چعْ وَع مٌ سٍ دْ چْا چعْ .جوْ خُوَ مٍ ظُ دَوْ لْ ظِوُ وِ سِيًا دْ شِ خِوْ .مِؤ قْ ژٍ بُوٍ پْ جْ فَا چُ ظِوُ خِوْ دْ خِوْ شٍْ !ٿِ لَىْ! ٿِ لَىْ! ٿِ لَىْ ،وَع مٌ وًا جوْ ءِ سٍ !مَوْ جْ دِ ژٍ دْ پَوْ خُوَع، ٿِيًا دٍ !ٿِيًا دٍ! ٿِيًا دٍ! دٍ | [tɕʰì.lǎɪ̯ ‖ pǔ.ʏ̯ɛ̂n tswô̞ nǔ.lî tɤ ɻə̌n.mən ‖] [pà̠ wò̞.mən tɤ ɕʏ̯ø̞̂.ɻô̞ʊ̯ ǀ ʈʂû.ʈʂʰɤ̞̌ŋ wò̞.mən ɕín tɤ ʈʂʰɑ̌ŋ.ʈʂʰɤ̞̌ŋ ‖] [ʈʂʊ́ŋ.xwǎ̠ mǐn.tsǔ tɑ̂ʊ̯.ljɑ̀ʊ̯ tswê̞ɪ̯ wé̞ɪ̯.ɕjɛ̀n tɤ ʂɻ̩̌.xô̞ʊ̯ ‖] [mè̞ɪ̯ kɤ ɻə̌n bê̞ɪ̯.pʰwô̞.ʈʂɤ fá̠.ʈʂʰú tswê̞ɪ̯.xô̞ʊ̯ tɤ xò̞ʊ̯.ʂɤ̞́ŋ ‖] [tɕʰì.lǎɪ̯ ‖ tɕʰì.lǎɪ̯ ‖ tɕʰì.lǎɪ̯ ‖] [wò̞.mən wân.ʈʂʊ̂ŋ.î.ɕín ǀ] [mɑ̂ʊ̯.ʈʂɤ tǐ.ɻə̌n tɤ pʰɑ̂ʊ̯.xwò̞ ǀ tɕʰjɛ̌n.tɕîn ‖] [tɕʰjɛ̌n.tɕîn ‖ tɕʰjɛ̌n.tɕîn ‖ tɕîn ‖] | Челэ! Бу йүан зў нулиди жынму! Ба вәмуди щежу, җўчын вәму щинди чончын! Җунхуа минзў доли зуй вищянди сыху. Мыйгә жын быйпәҗы фачў зуйхуди хушын. Челэ! Челэ! Челэ! Вәму ванҗунйищин, Моҗы дижынди похуә, чянҗин! Чянҗин! Чянҗин! Җин!   |

### Letras alteradas (1978–82, nunca aprobadas en la constitución)
| Simplificado (con Pinyin) | Tradicional | Idioma dungano | Traducción al español |
| --- | --- | --- | --- |
| 前进! 各民族英雄的人民！ 伟大的共产党，领导我们继续长征！ 万众一心奔向共产主义明天！ 建设祖国，保卫祖国，英勇地斗争。 前进！前进！前进！ 我们千秋万代， 高举毛泽东旗帜， 前进！ 高举毛泽东旗帜， 前进！ 前进！ 前进！ 进！ | 前進！各民族英雄的人民！ 偉大的共產黨領導我們繼續長征。 萬眾一心奔向共產主義明天。 建設祖國保衛祖國英勇地鬥爭。 前進！前進！前進！ 我們千秋萬代 高舉毛澤東旗幟，前進！ 前進！ 前進！進！ | Чянҗин! Гә минзў йинщүнди жынму, Видади гунчандон линдо вәму җищү чонҗын. Ванҗун йищин бынщён гунцанҗўйи минтян, Җяншә зўгуй бови зўгуй йинюнди дуҗын. Чянҗин! Чянҗин! Чянҗин! Вәму чянчю вандэ Гоҗү Мо Зәдун чиҗы, чянҗин! Чянҗин! Чянҗин! Җин! | ¡Marchemos! Gente de toda nacionalidad El gran Partido Comunista nos guía continuando la Gran Marcha, Millones, pero un solo corazón, hacia un mañana comunista, Desarrolla y protege al país en una fiera batalla. ¡Marchemos! ¡Marchemos! ¡Marchemos! Por generaciones, Alzaremos el estandarte de Mao Tse Tung, ¡marchemos! ¡Marchemos! ¡Marchemos! ¡Adelante! |